# 文醜
文醜（？—200年），袁绍手下之将領，與顏良齊名。建安五年（公元200年），顏良戰死後，與劉備共同攻擊曹軍，卻兵敗被亂軍圍攻所殺，死於延津之戰。現存的史書並未紀錄死於誰手，晉朝以後的野史多認為文醜與顏良同為關羽所殺。在《三国演义》中，文醜是为顏良報仇而被關羽斬殺。

## 史書中的文醜
晋 《三國志卷一·魏書一·武帝紀第一》
荀攸說公曰：「今兵少不敵，分其勢乃可。公到延津，若將渡兵向其后者，紹必西應之，然后輕兵襲白馬，掩其不備，顏良可禽也。」公從之。紹聞兵渡，即分兵西應之。

公乃引軍兼行趣白馬，未至十餘里，良大惊，來逆戰。使張遼、關羽前登，擊破，斬良。遂解白馬圍，徙其民，循河而西。

紹于是渡河追公軍，至延津南。公勒兵駐營南阪下，使登壘望之，曰：「可五六百騎。」有頃，復白：「騎稍多，步兵不可勝數。」公曰：「勿复白。」

乃令騎解鞍放馬。是時，白馬輜重就道。諸將以為敵騎多，不如還保營。荀攸曰：「此所以餌敵，如何去之！」

紹騎將文醜與劉備將五六千騎前后至。諸將復白：「可上馬。」公曰：「未也。」有頃，騎至稍多，或分趣輜重。

公曰：「可矣。」乃皆上馬。時騎不滿六百，遂縱兵擊，大破之，斬醜。良、醜皆紹名將也，再戰，悉禽，紹軍大震。公還軍官渡。紹進保陽武。
翻譯：
|  | 曹操採用聲東擊西的戰略，引兵向延津，袁紹派兵增援。曹操見袁紹中計，立即親率輕騎直趨白馬，陣斬顏良，袁軍大亂潰散。袁紹大怒，下令渡河追擊曹操。在延津以南，曹操故意將輜重棄置路上，袁軍紛紛搶奪。操乘機敗袁軍，誅袁軍大將文醜。 |

晋 《三國志卷一·魏書張樂于張徐傳第十七》
徐晃
太祖（曹操）授晃兵，使擊卷、原武賊，破之，拜裨將軍。從征呂布，別降布將趙庶、 李鄒等。與史渙斬眭固於河內。從破劉備，又從破顏良，拔白馬，進至延津，破文醜，拜偏將軍。
晋 《三國志卷六　魏書六　董二袁劉傳第六》 袁紹
紹（袁紹）進軍黎陽，遣顏良攻劉延于白馬。沮授又諫紹（袁紹）：「良（顏良）性促狹，雖驍勇不可獨任。」紹（袁紹）不聽。太祖（曹操）救延（刘延），與良（颜良）戰，破斬良（颜良）。紹（袁绍）渡河，壁延津南，使劉備、文醜挑戰。太祖（曹操）擊破之， 斬醜（文醜），再戰，禽紹（袁绍）大將。紹軍大震。

## 地方史與私修史的文醜
晋《二王尺牍集》〈辞曹丞相书〉
（关羽）求功刺颜良于白马，诛文醜于南坡，丞相（曹操）厚恩满有所报。每留所赐之资，尽在府库封缄，伏望台慈，俯垂照鉴。
宋《容斋续笔》
关羽手杀袁绍二将颜良，文醜于万众之中。
《山西通志》
（关羽）斩颜良于白马，诛文醜于南坡。

## 艺术形象

### 三國演義的文醜

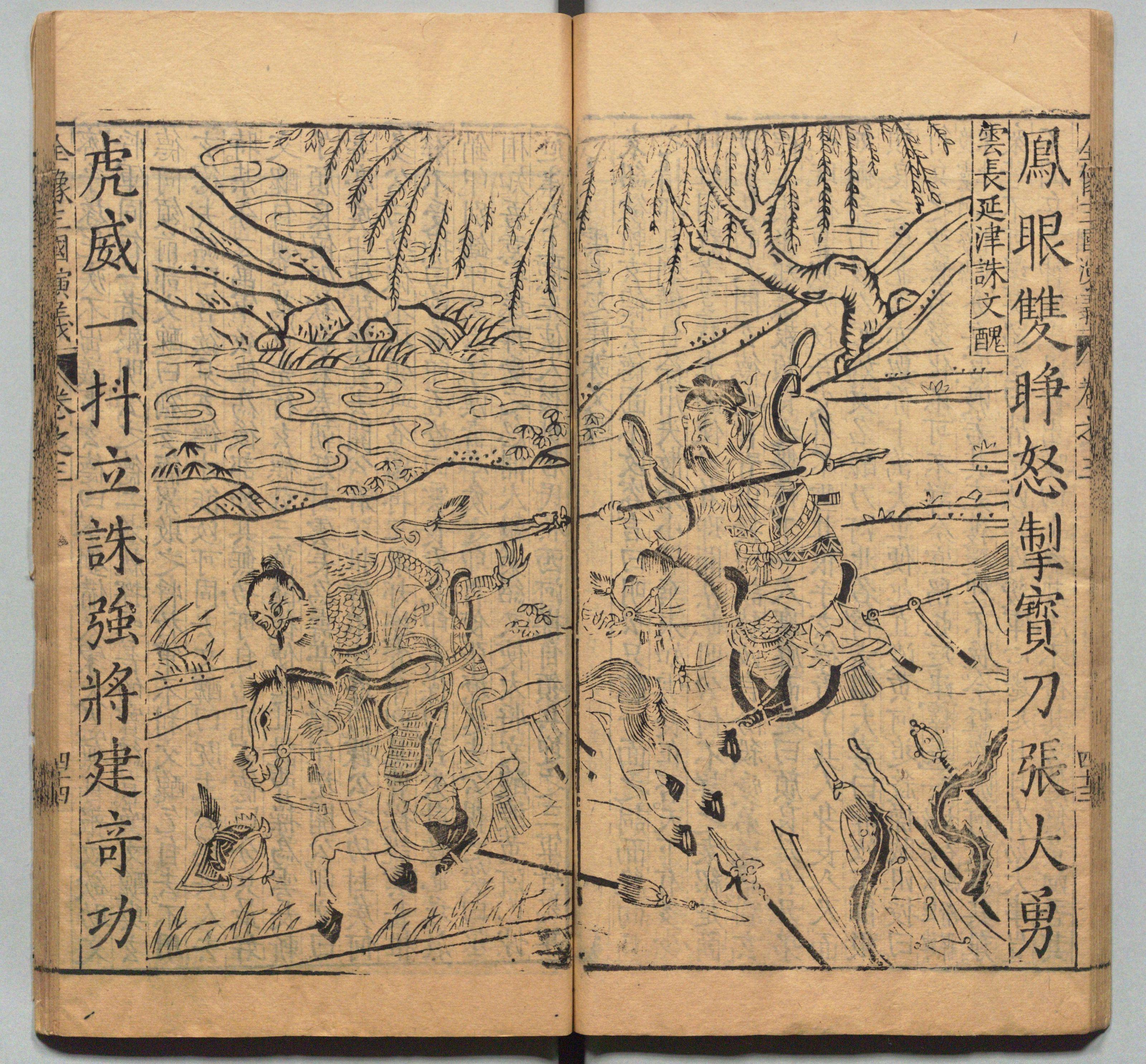
周曰校插图版《三国志通俗演义》中的关羽斩杀文醜

與顏良並稱「勇冠三軍」的袁紹軍招牌猛將，與顏良情同手足。在袁紹軍中眾多武將裏，武力僅次於顏良的猛將。
於討董戰役的汜水關之戰中第一次被提及姓名，於華雄斬殺聯軍數位將領時，因顏良、文醜催軍未回，使袁紹頗為華雄的猖狂而歎息，袁紹乃說：「可惜吾上將顏良、文醜未至。得一人在此，何懼華雄！」當孫堅私藏玉璽被袁紹識破時，顏良、文醜兩人首次出現並與程普、黃蓋、韓當等人拔劍掣刀相對，雙方不相伯仲。文醜曾在袁紹入主冀州時斬殺韓馥屬下閔純並參與北伐公孫瓚的幽州。磐河一戰，文醜策馬挺槍，直殺上橋，十餘回合便擊敗公孫瓚，追擊時，被公孫瓚手下健將四員圍攻，文醜一槍刺一將下馬，一將被刺死後，其餘三將逃走。及後和當時為公孫瓚手下猛將的趙雲大戰，於六十回合內打成平手，不分勝負。在曹袁大戰時得知好友顏良死於關羽刀下的文醜怒火攻心欲為其報仇，在延津之戰時憤慨上戰場殺敵，領軍佔據延津與曹軍對持，其後卻中曹操餌敵之計而軍亂，文醜挺身獨戰，一箭射翻曹軍猛將張遼，後又與猛將徐晃大戰三十合不分勝敗，迫使其後退，追擊中正遇仇敵關羽，欲挑戰關羽。雙方戰不到三回合，文醜見仍未取勝，關羽氣勢如虹，心生怯意，撥馬逃跑，但赤兔馬速度飛快，於是關羽很快便趕上，從後一刀解決了文醜。

### 動漫作品
- 三國志
- 三國演義
- 《橫山光輝三國志》（橫山光輝）
- 《蒼天航路》（王欣太）
- 《火鳳燎原》（陳某）

### 影视
- 中國太原电视台電視劇《關公》（1993年）：张金龙
- 中国中央电视台电视剧《武圣关公》（2004年）：曹江泽
- 中國電視劇《三国》（2010年）：王孟川
- 电视剧《曹操》（2014年）：张庆龙
- 电视剧《武神赵子龙》（2016年）：于彦凯

## 评价
- 孔融：“颜良、文醜，勇冠三军。”（《三国志·卷十·魏书十·荀彧荀攸贾诩传第十》）
- 荀彧：“颜良、文醜，一夫之勇耳，可一战而禽也。”（《三国志·卷十·魏书十·荀彧荀攸贾诩传第十》）
- 陆游：“颜良文醜知何益，关羽张飞死可伤。等是人间号骁将，太山宁比一毫芒。”（读史）

### 引用
1. ↑  王羲之、王献之，《二王尺牍集》
2. ↑  洪邁，《容斋随笔》
3. ↑  《山西通志》